# الفطيرة الأمريكية: كتاب الحب
الفطيرة الأمريكية:كتاب الحب (بالإنجليزية: American Pie: The Book of Love)‏ هو فيلم مراهقين كوميدي أمريكي أُنتج سنة 2009 صدر مباشرة إلى دي في دي هو الجزء السابع من سلسلة أفلام الفطيرة الأمريكية،وهو من إخراج جون بوتش وبطولة بوغ هول، جون باتريك جوردن كيفن إم. هورتون، براندون هرديستي.صدر في إيطاليا في 2 ديسمبر 2009، وصدر في المملكة المتحدة في 7 ديسمبر 2009، و22 ديسمبر 2009 في الولايات المتحدة

## وصلات خارجية
- الفطيرة الأمريكية: كتاب الحب على موقع IMDb (الإنجليزية)
- الفطيرة الأمريكية: كتاب الحب على موقع روتن توميتوز (الإنجليزية)
- الفطيرة الأمريكية: كتاب الحب على موقع نتفليكس (الإنجليزية)
- الفطيرة الأمريكية: كتاب الحب على موقع قاعدة بيانات الأفلام العربية
- الفطيرة الأمريكية: كتاب الحب على موقع ألو سيني (الفرنسية)
- الفطيرة الأمريكية: كتاب الحب على موقع Turner Classic Movies (الإنجليزية)
- الفطيرة الأمريكية: كتاب الحب على موقع أول موفي (الإنجليزية)
- الفطيرة الأمريكية: كتاب الحب على موقع فيلمافينيتي (الإسبانية)
- الفطيرة الأمريكية: كتاب الحب على موقع قاعدة بيانات الأفلام السويدية (السويدية)
- الفطيرة الأمريكية: كتاب الحب على موقع قاعدة بيانات الفيلم (الإنجليزية)

1. ↑  "معلومات عن الفطيرة الأمريكية: كتاب الحب على موقع ui.eidr.org". ui.eidr.org. مؤرشف من الأصل في 2019-10-21.
2. ↑  "معلومات عن الفطيرة الأمريكية: كتاب الحب على موقع kinopoisk.ru". kinopoisk.ru. مؤرشف من الأصل في 2017-07-17.
3. ↑  "معلومات عن الفطيرة الأمريكية: كتاب الحب على موقع scripts.com". scripts.com. مؤرشف من الأصل في 2019-12-12.